# Ричков Борис Вікторович
Борис Вікторович Ричков (рос. Борис Викторович Рычков; нар. 20 липня 1934, Тюмень) — український радянський скульптор; член Спілки радянських художників України.

## Біографія
Народився 20 липня 1934 року в місті Тюмені (нині Росія). 1956 року закінчив Кримське художнє училище імені Миколи Самокиша, де навчався у Леоніда Смерчинського, Михайла Щеглова; у 1962 році — Київський художній інститут, де був учнем Івана Шаповала, Івана Макогона, Андрія Шапрана.
Мешкав у місті Рівному в будинку на вулиці Комуністичній, № 2а, квартира № 6. 1973 року переїхав до Красноярська.

## Творчість

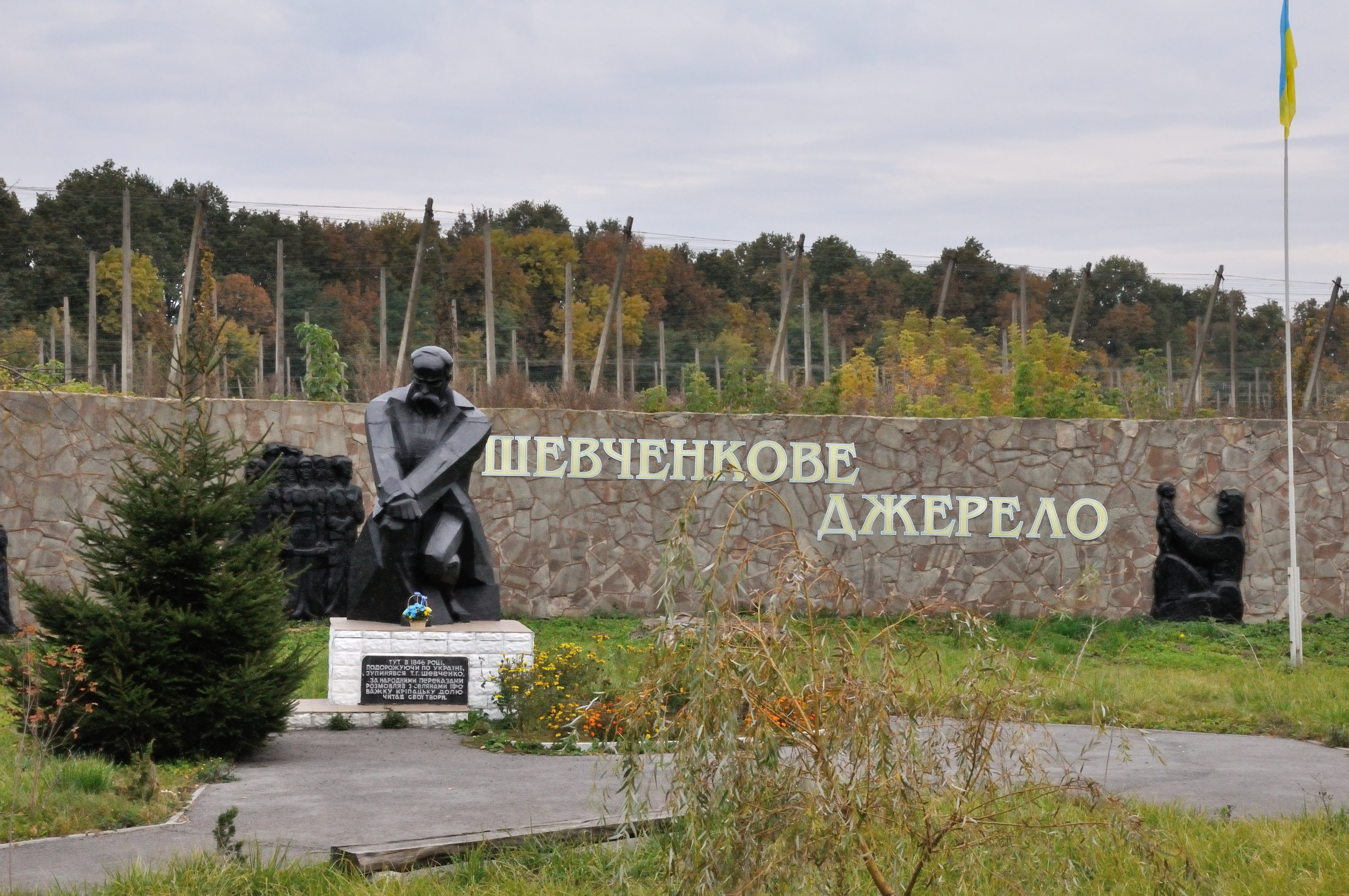
Пам'ятник Тарасу Шевченку у Підлужжі.

Працював у галузях станкової і монументальної скульптури. Серед робіт:
станкова скульптура
- «Сонечко» (1963);
- «Вічна пам'ять» (1965);

пам'ятники
- жертвам фашизму у місті Рівному (1968, співавтор Олександр Пироженко);
- чекістам у місті Дубні Рівненської області (1968);
- Тарасу Шевченку в селі Підлужжі Рівненської області (1968; 50°20′20.2″ пн. ш. 25°41′02″ сх. д. / 50.338944° пн. ш. 25.68389° сх. д.)[1].

Брав участь у республіканських виставках з 1964 року.